# Oranssi Pazuzu
Oranssi Pazuzu ist eine 2007 gegründete finnische Metal-Band aus Tampere. Das Quintett verbindet Black Metal mit Elementen von Psychedelic Rock, Space Rock und Progressive Metal und veröffentlichte bislang fünf Studioalben. Der Bandname setzt sich aus dem finnischen Wort für die Farbe Orange und dem Namen des babylonischen Dämonen Pazuzu zusammen.

## Bandgeschichte
Oranssi Pazuzu wurde 2007 von Juho „Jun-His“ Vanhanen (Gesang und Gitarre), „Moit“ (Gitarre), Toni „Ontto“ Hietamäki (Bass und Gesang), Jarkko „Korjak“ Salo (Schlagzeug) und Ville „Evil“ Leppilahti (Percussion, Keyboard und Gesang) gegründet. Die Mitglieder stammen aus Tampere und Seinäjoki. Vanhanen und Hietamäki sind Jugendfreunde und ließen sich als Teenager unter anderem von der Musik der finnischen Experimental-Band Circle inspirieren.
Nachdem sie Monate mit dem Schreiben verbracht hatte, nahm die Band 2008 in der Blockhütte von Salos Familie ihr Debütalbum Muukalainen puhuu auf, das 2009 bei Violent Journey Records erschien. Ihr zweites Studioalbum Kosmonument wurde 2011 durch Spinefarm veröffentlicht und machte Oranssi Pazuzu in der internationalen Metal-Szene bekannt. Der für seine Zusammenarbeit mit Genregrößen wie Ghost, Opeth oder Ulver bekannte Jaime Gómez Arellano produzierte das Album Valonielu, welches 2013 bei Svart Records erschien. Mit dem 2016 ebenfalls von Svart herausgebrachten, musikalisch verändertem Nachfolgewerk Värähtelijä erreichte die Band erstmals die Charts und erhielt positive Rezensionen von Mainstream-Publikationen wie Pitchfork und Spin.
Vor Start ihrer ersten Welttournee verließ Gitarrist „Moit“ die Band und wurde durch Niko „Ikon“ Lehdontie von der Gruppe Domovoyd ersetzt. 2017 erspielten sich Oranssi Pazuzu auf zahlreichen internationalen Festivals ein breites Publikum und überzeugten die Kritik insbesondere mit einem Auftritt auf dem Roadburn Festival, der zwei Jahre später als limitiertes Livealbum herauskam. Ein weiterer Roadburn-Mitschnitt entstand 2019 gemeinsam mit Dark Buddha Rising (als Supergroup Waste of Space Orchestra) und wurde unter dem Titel Syntheosis veröffentlicht. Für ihr 2020 bei Nuclear Blast erschienenes fünftes Studioalbum Mestarin kynsi kooperierte die Band erstmals mit dem für seine Arbeit im Bereich Shoegaze und Indie-Pop bekannten Produzenten Julius Mauranen.

## Stil
Oranssi Pazuzu spielen eine Mischung aus Black Metal und verschiedenen anderen Genres wie Progressive Metal, Psychedelic Rock und Space Rock. Wurde ihr Stil anfangs noch mit Bands wie Darkthrone und Mayhem verglichen, löste sich die Band später los von ihren Black-Metal-Wurzeln. Auf Värähtelijä (2016) experimentierte man erstmals mit Stoner Doom und Thrash Metal sowie Electro und Krautrock, was Vergleiche mit europäischen Prog-Veteranen wie Eloy, Focus und Magma zur Folge hatte. Laut Eigendefinition ist das ästhetische Ziel von Oranssi Pazuzu, „Klänge aus den dunklen Ecken von Raum und Geist zu beschwören“.

“With your psyche, there are things in your head that are hard to access, and hard to see for yourself. I think music is a great way to look outside of your own thought patterns, and that gives the opportunity to maybe even start fixing some things. So that is definitely a goal for us: something we want to explore.”

Der laut eigenen Angaben „mit dem ganzen Körper“ vorgetragene, laute Gesang von Frontmann Juho „Jun-His“ Vanhanen zeichnet sich durch einen „markanten, dämonischen“ Stil aus. Die Liedtexte von Toni „Ontto“ Hietamäki drehen sich rund um den Begriff „Kosmos“ (sowohl im Sinne des Universums als auch des Mikrokosmos der eigenen Seele) und befassen sich darüber hinaus mit Themen wie Okkultismus und Dystopien. Um Intensität und Komplexität der Inhalte gerecht zu werden, textet Ontto ausschließlich in seiner Muttersprache.

## Diskografie
Studioalben
- 2009: Muukalainen puhuu
- 2011: Kosmonument
- 2013: Valonielu
- 2016: Värähtelijä
- 2020: Mestarin kynsi
- 2024: Muuntautuja

Sonstige
- 2010: Candy Cane/Oranssi Pazuzu (Split mit Candy Cane)
- 2017: Kevät/Värimyrsky (EP)
- 2017: Farmakologinen (EP)
- 2019: Syntheosis (mit Dark Buddha Rising als Waste of Space Orchestra)
- 2019: Live at Roadburn